# 罗纳尔德·马林
罗纳尔德·马林（西班牙語：Rónald Marín，1962年11月2日—），哥斯达黎加男子足球运动员，司职后卫。他曾代表哥斯达黎加国家队参加1990年国际足联世界杯，结果队伍止步十六强赛。